# Meziplanetární magnetické pole
Meziplanetární magnetické pole (IMF) je sluneční magnetické pole odnášené pomocí slunečního větru mezi planety sluneční soustavy.

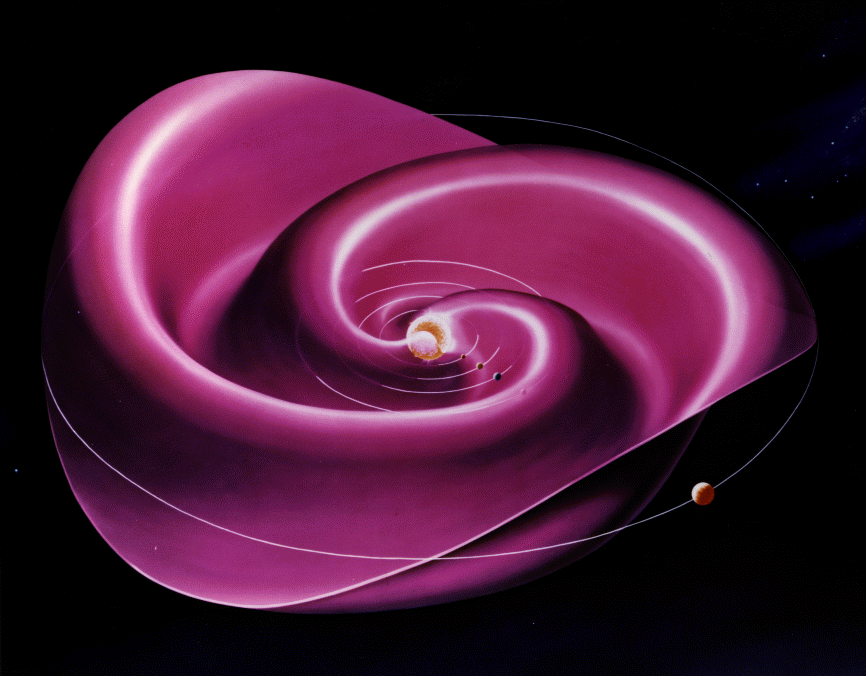
Heliosférická proudová plocha je třídimenzionální podoba Parkerovy spirály, která vyplývá z vlivu Slunečního rotující magnetické pole na plazmu v meziplanetárním médiu.

Jelikož je sluneční vítr plazma, má vlastnosti plazmy, spíše než jednoduchého plynu. Například, je vysoce elektricky vodivé, takže magnetické siločáry od Slunce jsou odnášeny spolu s větrem. Dynamický tlak větru dominuje nad magnetickým tlakem přes většinu sluneční soustavy (nebo heliosféry), takže magnetické pole je vytaženo do vzoru Archimedovy spirály (Parkerova spirála) kombinací pasivního pohybu a rotace. V závislosti na polokouli a fázi slunečního cyklu, magnetické pole zahýbá spirálu dovnitř nebo ven. Magnetické pole následuje stejný tvar spirály, v severní a jižní části heliosféry, ale s opačným směrem pole. Tyto dvě magnetické domény jsou od sebe odděleny dvěma proudovými listy (elektrický proud, který je omezen na zakřivené rovině). Tento heliosférický proudový list má tvar podobný zatočené sukni baleríny, a změny ve tvaru prostřednictvím slunečního cyklu probíhají, když se sluneční magnetické pole obrátí přibližně každých 11 let.

Video simulace magnetického pole Země v interakci se (solárním) meziplanetárním magnetickým polem (IMF)

Plazma v meziplanetárním médiu je také zodpovědné za sílu slunečního magnetického pole na oběžné dráze Země, která je více než 100krát větší, než se původně očekávalo. Kdyby byl vesmír vakuem, pak by Sluneční magnetické dipólové pole o velikosti indukce 10−4 tesla na povrchu Slunce, bylo sníženo s inverzní krychlí vzdálenosti asi 10−11 tesla. Ale satelitní pozorování ukazují, že je asi 100krát větší, kolem 10−9 tesla. Magnetohydrodynamická (MHD) teorie předpovídá, že pohyb vodivé tekutiny (např. meziplanetárního média) v magnetickém poli, indukuje elektrické proudy, které zase vytvářejí magnetická pole, a v tomto ohledu se chová jako MHD dynamo.